# Henrik Lundgaard
Henrik Lundgaard (født 26. februar 1969 i Hedensted) er den mest succesfulde danske rallykører nogensinde, samt senere touringcar-kører og holdejer.
Hans rally-karriere startede i flere forskellige biler fra Opel hvor han tog flere DM-titler, I 1997 anskaffede han sig en Toyota Celica. Med denne tog han sit første og eneste point i Rally-VM, da han sluttede nummer 6 i 1997 Rallye Monte Carlo. Fra 1998 og frem til hans sidste rally i 2003, kørte han udelukkende VM- og EM-rallyer, og tog EM-titlen i 2000.
Mellem 2002 og 2004 kørte han Danish Touringcar Challenge for Toyota Castrol Racing i en Toyota Corolla, før han skiftede til Team Den Blå Avis i 2005 og Perfection Racing i 2007. I DTC var han typisk at finde blandt de fem bedste kørere i den samlet stilling.

## Væsentligste resultater
- Samlet fjerdeplads i DTC (2005)
- Samlet sølvvinder i DTC (2004)
- FIA Teams Cup-vinder (VM for privatkørere) (2001)
- Europamester i Rally (2000)
- Mangedobbelt Danmarksmester i Rally gruppe A og N (1990-1998)

## Samlet resultater i verdensmesterskabet i rally
| År   | Hold                        | Bil                   | 1       | 2      | 3       | 4   | 5       | 6       | 7      | 8   | 9   | 10  | 11     | 12      | 13      | 14  | WDC | Point |
| ---- | --------------------------- | --------------------- | ------- | ------ | ------- | --- | ------- | ------- | ------ | --- | --- | --- | ------ | ------- | ------- | --- | --- | ----- |
| 1995 | Henrik Lundgaard            | Opel Calibra 16V      | MON Ret | SWE    | POR     | FRA | NZL     | AUS     | ESP    | GBR |     |     |        |         |         |     | -   | 0     |
| 1997 | Henrik Lundgaard            | Toyota Celica GT-Four | MON 6   | SWE    | KEN     | POR | ESP     | FRA     | ARG    | GRC | NZL | FIN | IDN    | ITA     | AUS     | GBR | 32  | 1     |
| 1998 | Henrik Lundgaard            | Toyota Celica GT-Four | MON Ret |        |         |     |         |         |        |     |     |     |        |         |         |     | -   | 0     |
| 1998 | Toyota Castrol Team Denmark | Toyota Corolla WRC    |         | SWE    | KEN     | POR | ESP     | FRA     | ARG    | GRC | NZL | FIN | ITA    | AUS     | GBR Ret |     | -   | 0     |
| 1999 | Henrik Lundgaard            | Toyota Corolla WRC    | MON 9   | SWE    | KEN     | POR | ESP Ret | FRA 11  | ARG    | GRC | NZL | FIN | CHN    | ITA 11  | AUS     | GBR | -   | 0     |
| 2000 | Henrik Lundgaard            | Toyota Corolla WRC    | MON Ret | SWE    | KEN     | POR | ESP 12  | ARG     | GRC    | NZL | FIN | CYP | FRA    | ITA Ret | AUS     | GBR | -   | 0     |
| 2001 | Toyota Castrol Team Denmark | Toyota Corolla WRC    | MON     | SWE 15 | POR Ret | ESP | ARG     | CYP Ret | GRC 11 | KEN | FIN | NZL | ITA 15 | FRA     | AUS 14  | GBR | -   | 0     |